# Sturgis (Dakota del Sud)
Sturgis è una città e il capoluogo della contea di Meade nello Stato del Dakota del Sud, negli Stati Uniti. La popolazione era di 7 020 abitanti secondo il censimento del 2020.
Sturgis è nota per essere la sede di uno dei più grandi eventi motociclistici annuali del mondo: lo Sturgis Motorcycle Rally, che dura 10 giorni a partire dal primo venerdì di agosto. Attira un gran numero di appassionati di moto da tutto il mondo. Sturgis è anche nota per aver ospitato gli Hog Wild/Road Wild della WCW dal 1996 al 1999.

## Geografia fisica
Secondo l'Ufficio del censimento degli Stati Uniti, ha una superficie totale di 3,99 mi² (10,33 km²).

## Storia
Sturgis è stata fondata nel 1878. Uno dei primi soprannomi per la città era "Scooptown". Scooptown era un insediamento ai piedi del Bear Butte, dove i soldati del Camp Sturgis potevano svagarsi nel tempo libero. Quando Sturgis divenne un centro di rifornimento per il Fort Meade, gli occupanti di Scooptown si trasferirono in massa a Sturgis e costruirono negozi. Sturgis prende questo nome in onore di Samuel D. Sturgis, un generale dell'Unione nella guerra civile americana. Nel 1889, Sturgis divenne il capoluogo della contea di Meade, appena istituita.
Come parte dell'Ellsworth Air Force Base, il territorio a nord di Sturgis era disseminato di 50 silos missilistici Minuteman. Il modello L5 si trova a 5,6 km dal centro della città.

## Società

### Evoluzione demografica
Secondo il censimento del 2020, la popolazione era di 7 020 abitanti.